# San Mariano (Isabela)
San Mariano è una municipalità di prima classe delle Filippine, situata nella Provincia di Isabela, nella Regione della Valle di Cagayan.
San Mariano è formata da 36 baranggay:
- Alibadabad
- Balagan
- Binatug
- Bitabian
- Buyasan
- Cadsalan
- Casala
- Cataguing
- Daragutan East
- Daragutan West
- Del Pilar
- Dibuluan
- Dicamay
- Dipusu
- Disulap
- Disusuan
- Gangalan
- Ibujan

- Libertad
- Macayucayu
- Mallabo
- Marannao
- Minanga
- Old San Mariano
- Palutan
- Panninan
- San Jose
- San Pablo
- San Pedro
- Santa Filomina
- Tappa
- Ueg
- Zamora
- Zone I (Pob.)
- Zone II (Pob.)
- Zone III (Pob.)